# Aleš Kotalík
Aleš Kotalík (né le 23 décembre 1978 à Jindřichův Hradec en Tchécoslovaquie aujourd'hui ville de la République tchèque) est un joueur professionnel de hockey sur glace qui évolue en tant qu'ailier droit.

## Carrière en club
Kotalík commence sa carrière dans le championnat tchèque junior de hockey sur glace en 1993-94 au sein de l'équipe des moins de 18 ans du HC České Budějovice. Il fait ses débuts dans le championnat senior avec le HC Hamé Zlín en 1997 mais ne restera qu'une saison dans l'équipe de Zlín avant de retourner jouer dans son club formateur.
En 1998, les Sabres de Buffalo le choisissent en tant que 164e choix du repêchage d'entrée dans la Ligue nationale de hockey en Amérique du Nord. Il ne rejoint pas pour autant de suite la LNH et reste jouer dans son pays.
En 1999-2000, il commence la saison avec le HC České Budějovice avant de rejoindre le HC Vajgar Jindřichův Hradec en 1. Liga pour la fin de la saison. En 2001, il fait ses premiers pas sur les patinoires de la LNH mais ne jouera que treize matchs avec les Sabres. Il se joint alors à la Ligue américaine de hockey et aux Americans de Rochester, équipe affiliée à la franchise des Sabres. Aleš Kotalík porte le numéro 12.
Au cours du lock-out 2004-2005, il rentre jouer dans son pays pour le HC Bílí Tygři Liberec.
Sa meilleure saison dans la LNH est la 2005-2006 avec 25 buts et 62 points.

## Statistiques
| Saison     | Équipe                      | Ligue      |     | Saison régulière | Saison régulière | Saison régulière | Saison régulière | Saison régulière |   | Séries éliminatoires | Séries éliminatoires | Séries éliminatoires | Séries éliminatoires | Séries éliminatoires |
| Saison     | Équipe                      | Ligue      | PJ  | B                | A                | Pts              | Pun              | PJ               | B | A                    | Pts                  | Pun                  |                      |                      |
| 1993-1994  | HC České Budějovice         | Extraliga  | 28  | 12               | 12               | 24               | -                | -                | - | -                    | -                    | -                    |                      |                      |
| 1994-1995  | HC České Budějovice         | Extraliga  | 36  | 26               | 17               | 43               | -                | -                | - | -                    | -                    | -                    |                      |                      |
| 1995-1996  | HC České Budějovice         | Extraliga  | 28  | 6                | 7                | 13               | -                | -                | - | -                    | -                    | -                    |                      |                      |
| 1995-1996  | HC České Budějovice         | Extraliga  | 36  | 15               | 16               | 31               | 24               | -                | - | -                    | -                    | -                    |                      |                      |
| 1997-1998  | HC Hamé Zlín                | Extraliga  | 47  | 9                | 7                | 16               | 14               | -                | - | -                    | -                    | -                    |                      |                      |
| 1998-1999  | HC České Budějovice         | Extraliga  | 41  | 8                | 13               | 21               | 16               | 3                | 0 | 0                    | 0                    | 0                    |                      |                      |
| 1999-2000  | HC České Budějovice         | Extraliga  | 43  | 7                | 12               | 19               | 34               | 3                | 0 | 1                    | 1                    | 6                    |                      |                      |
| 1999-2000  | HC Vajgar Jindřichův Hradec | 1. Liga    | 2   | 2                | 2                | 4                | 2                | -                | - | -                    | -                    | -                    |                      |                      |
| 1999-2000  | HC Vajgar Jindřichův Hradec | 2. Liga    | -   | -                | -                | -                | -                | 3                | 0 | 1                    | 1                    | 2                    |                      |                      |
| 2000-2001  | HC České Budějovice         | Extraliga  | 52  | 19               | 29               | 48               | 54               | -                | - | -                    | -                    | -                    |                      |                      |
| 2001-2002  | Americans de Rochester      | LAH        | 68  | 18               | 25               | 43               | 55               | 1                | 0 | 0                    | 0                    | 0                    |                      |                      |
| 2001-2002  | Sabres de Buffalo           | LNH        | 13  | 1                | 3                | 4                | 2                | -                | - | -                    | -                    | -                    |                      |                      |
| 2002-2003  | Americans de Rochester      | LAH        | 8   | 0                | 2                | 2                | 4                | -                | - | -                    | -                    | -                    |                      |                      |
| 2002-2003  | Sabres de Buffalo           | LNH        | 68  | 21               | 14               | 35               | 30               | -                | - | -                    | -                    | -                    |                      |                      |
| 2003-2004  | Sabres de Buffalo           | LNH        | 62  | 15               | 11               | 26               | 41               | -                | - | -                    | -                    | -                    |                      |                      |
| 2004-2005  | HC Bílí Tygři Liberec       | Extraliga  | 25  | 8                | 8                | 16               | 46               | 12               | 2 | 5                    | 7                    | 12                   |                      |                      |
| 2005-2006  | Sabres de Buffalo           | LNH        | 82  | 25               | 37               | 62               | 62               | 18               | 4 | 7                    | 11                   | 8                    |                      |                      |
| 2006-2007  | Sabres de Buffalo           | LNH        | 66  | 16               | 22               | 38               | 46               | 16               | 2 | 2                    | 4                    | 8                    |                      |                      |
| 2007-2008  | Sabres de Buffalo           | LNH        | 79  | 23               | 20               | 43               | 58               | -                | - | -                    | -                    | -                    |                      |                      |
| 2008-2009  | Sabres de Buffalo           | LNH        | 56  | 13               | 19               | 32               | 28               | -                | - | -                    | -                    | -                    |                      |                      |
| 2008-2009  | Oilers d'Edmonton           | LNH        | 19  | 7                | 4                | 11               | 6                | -                | - | -                    | -                    | -                    |                      |                      |
| 2009-2010  | Rangers de New York         | LNH        | 45  | 8                | 14               | 22               | 38               | -                | - | -                    | -                    | -                    |                      |                      |
| 2009-2010  | Flames de Calgary           | LNH        | 26  | 3                | 2                | 5                | 29               | -                | - | -                    | -                    | -                    |                      |                      |
| 2010-2011  | Flames de Calgary           | LNH        | 26  | 4                | 2                | 6                | 8                | -                | - | -                    | -                    | -                    |                      |                      |
| 2010-2011  | Heat d'Abbotsford           | LAH        | 25  | 6                | 16               | 22               | 10               | -                | - | -                    | -                    | -                    |                      |                      |
| 2011-2012  | HC České Budějovice         | Extraliga  | 30  | 8                | 16               | 24               | 20               | 5                | 1 | 3                    | 4                    | 0                    |                      |                      |
| 2012-2013  | HC České Budějovice         | Extraliga  | 51  | 14               | 22               | 36               | 70               | 5                | 0 | 1                    | 1                    | 16                   |                      |                      |
| 2013-2014  | HC České Budějovice         | 1.liga     | 51  | 16               | 15               | 31               | 38               | 2                | 1 | 1                    | 2                    | 4                    |                      |                      |
| Totaux LNH | Totaux LNH                  | Totaux LNH | 516 | 132              | 146              | 278              | 340              | 34               | 6 | 9                    | 15                   | 16                   |                      |                      |

## Carrière internationale
Il a participé aux Jeux olympiques de 2006 avec l'équipe tchèque qui remporta la médaille de bronze à Turin ( Italie).